# Famiglia di minerali
La famiglia di minerali è una suddivisione di terzo livello della classificazione dei minerali che raggruppa gruppi o supergruppi che hanno caratteristiche chimiche e strutturali simili che le rendono uniche. Un esempio di famiglia di minerali è la famiglia delle zeoliti i cui membri sono caratterizzati dalla presenza di cavità nella struttura. I membri della famiglia delle zeoliti appartengono a diversi gruppi di minerali. Un esempio di famiglia di minerali basata sulle caratteristiche chimiche è quella della pirite-marcasite che comprende i supergruppi della pirite e della marcasite.